# Бялотарськ
Бялотарськ (пол. Białotarsk) — село в Польщі, у гміні Гостинін Ґостинінського повіту Мазовецького воєводства.
Населення — 217 осіб (2011).
У 1975-1998 роках село належало до Плоцького воєводства.

## Демографія
Демографічна структура станом на 31 березня 2011 року:
|          | Загалом | Допрацездатний вік | Працездатний вік | Постпрацездатний вік |
| -------- | ------- | ------------------ | ---------------- | -------------------- |
| Чоловіки | 107     | 23                 | 74               | 10                   |
| Жінки    | 110     | 22                 | 65               | 23                   |
| Разом    | 217     | 45                 | 139              | 33                   |